# 경주 구황동 금제여래입상
경주 구황동 금제여래입상(慶州 九黃洞 金製如來立像)은 1934년 지금의 대한민국 경상북도 경주시 구황동 낭산에 있는 황복사로 알려진 절터의 삼층석탑(경주 구황리 삼층석탑, 국보 제37호)에서 신룡 2년(706)의 명문이 있는 금동사리함 안에 금제여래좌상(국보 제79호)과 함께 납입되어 있었던 금제의 불상이다. 1962년 12월 20일 대한민국의 국보 제80호 경주 구황리 금제여래입상(慶州 九黃里 金製如來立像)으로 지정되었다가, 2010년 6월 28일 현재의 명칭으로 변경되었다.
이 금동사리함 속에서는 순금제의 불상 2점 외에도 사리용기와 금동제 고배, 은제 고배, 유리구슬 등이 발견되었다.

## 특징
이 금제여래입상은 양식적 특징으로 보아 함께 발견된 금제여래좌상보다는 시대가 더 이른 요소가 보이므로 692년 석탑을 처음 건립한 후 넣었던 불상으로 추정된다. 현재 광배와 대좌를 모두 갖추고 있는 완전한 형태의 불상으로 신체비례에서 볼 때 불신에 비해 얼굴이 큰 편에 속한다. 머리는 소발에 큼직한 육계가 얹혀 있으며 통통하고 살이 붙은 얼굴에는 크게 뜨고 있는 눈과 약간의 미소가 나타나 있다. 양어깨에 걸친 두꺼운 통견의 법의는 가슴 위쪽에서부터 일정한 간격을 두고 U자형의 옷 주름을 이루면서 자연스럽게 늘어져 있으며 이중으로 주름을 표현하여 옷의 양감이 강조되어 있다. 그러나 옷자락 끝 부분이 좌우로 약간 뻗어 있는 점은 삼국시대 불상에서 볼 수 있는 것으로 고식 불상의 특징이다.
이와 같이 가슴 앞에 늘어진 연속적인 U자형의 옷 주름 형식은 인도의 아육왕(阿育王; Asoka) 계통의 불상에서 많이 볼 수 있는 것으로 역시 전설적이나 실제로 존재하는 우진왕(優塡王; Udyana) 계통의 불상형식과 함께 통일신라시대 불상의 대표적인 착의법으로 알려져 있다. 이와 유사한 옷 주름을 보여주는 통일신라시대의 불상으로는 경주 남산 금광사지에서 발견된 석조여래입상과 국립중앙박물관 소장의 금동약사여래입상(보물 제328호) 등을 들 수 있다.
오른손은 위로 들어 시무외인을 하고 있으나 왼손은 법의 전체를 끌어당겨 옷자락 끝 부분을 움켜쥐고 있는데 이러한 표현 역시 인도의 쿠샨이나 굽타시기의 불상에서 많이 볼 수 있는 특징이다. 더욱이 법의의 옷자락 끝을 쥐고 있는 예는 중국 산서성 및 섬서성에서 발견된 불상에서 드물게 볼 수 있기 때문에 이러한 불상형식은 인도로부터 직접적인 영향을 받아 조성되었을 가능성이 있는 것으로 보인다. 광배는 보주형의 두광으로 되어 있으며 연화문을 중심으로 방사선의 문양이 있고 가장자리에는 화염문이 정교하게 투조된 조각기법을 보여준다. 대좌는 불상과 따로 주조하여 끼워 놓은 것이며 12각의 받침대 위에 복련으로 구성된 연화대좌가 놓여 있다.
이 금제여래입상은 얼굴표현이나 신체비례 등에서 삼국시대 고식 불상의 특징이 남아 있으나 옷 주름이 여러 겹으로 늘어진 표현 등에서는 새로운 요소가 나타나 있다. 따라서 이 불상은 692년이라는 조성연대가 확실한 신라왕실 발원의 불상일 뿐 아니라 7세기 후반의 불상양식을 잘 보여주는 대표적인 작품으로 통일신라시대 조각사 연구에 중요한 자료라고 할 수 있다.

## 기록
황복사의 창건연대와 창건자에 대해서는 전혀 알 수 없으나 신라 진덕여왕 6년(652)에 의상법사가 출가한 절이며 신라 경문왕도 이 사찰에서 화장했다고 하는 기록만 남아 있다. 현재 절터에는 통일신라시대의 삼층석탑과 십이지상, 귀부 등 석재 유물만 남아 있을 뿐이다. 삼층석탑의 2층 옥개석에서 발견된 금동사리함의 뚜껑 안에는 다음과 같은 명문이 기록되어 있다.
… 신문대왕오계응세십선어민치정공성천수삼년임진칠월이일승천소이 신목대후 효조대왕봉위 종조성령선원가람건립삼층석탑성력삼년경자육월일일 신목대후수이장사고승정국대족이년임인칠월입칠일 효조대왕등하신룡이년병오오월삼십일 금주대왕불사리 사전금미타상육촌일구무구정광대다라니경일권안치석탑제이층이상…

이 명문의 내용에 의하면, 신라 효소왕이 신문왕을 위하여 692년에 삼층석탑을 건립한 후 성덕왕이 효소왕과 신목태후를 위하여 706년 5월 30일에 불사리 4과와 6촌(寸) 크기의 아미타불상 1구, 《무구정광대다라니경》1권을 탑 안에 다시 넣었다"고 되어 있다. 그러나 명문의 내용과는 달리 실제로 탑에서는 입상과 좌상의 순금제 불상 2점이 발견되었다.

## 같이 보기
- 경주 구황동 금제여래좌상
- 경주 구황리 삼층석탑

## 참고 자료
- 경주 구황동 금제여래입상 - 국가유산청 국가유산포털

 본 문서에는 서울특별시에서 지식공유 프로젝트를 통해 퍼블릭 도메인으로 공개한 저작물을 기초로 작성된 내용이 포함되어 있습니다.